# リューリク朝の紋章

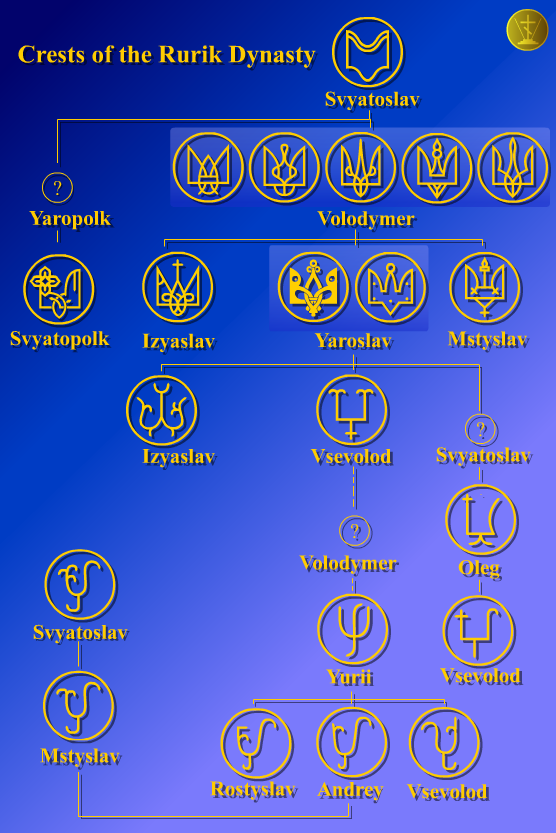
リューリク朝の紋章

リューリク朝の紋章 (ウクライナ語: Знаки Рюриковичів) は、10世紀から14世紀までの間にキエフ大公国とルーシ諸国を支配したヴァイキング系リューリク朝の諸公が使用した個人の紋章である。二叉戟、あるいは三叉戟の形を持つものが多い。個人（大公・諸侯）を識別する図案である。金貨・銀貨、印、武器などに見られる。14世紀ごろ、チェコやポーランドの経由で西洋紋章の流行が伝わると、リューリク朝の紋章が廃れた。一分のものが西洋紋章の具象図形に変更し、リトアニア大公国のルーシ系の貴族諸家によって用いられた。20世紀にはキエフ大公ヴォロディミル1世の個人紋章である三叉戟（トルィーズブ）はウクライナ民族解放運動とウクライナ民族主義のシンボルとなり、1918年にはウクライナ人民共和国の国章、1992年以降は独立したウクライナの国章となった。

## 画像

### キエフ大公国

スヴャトスラウ1世
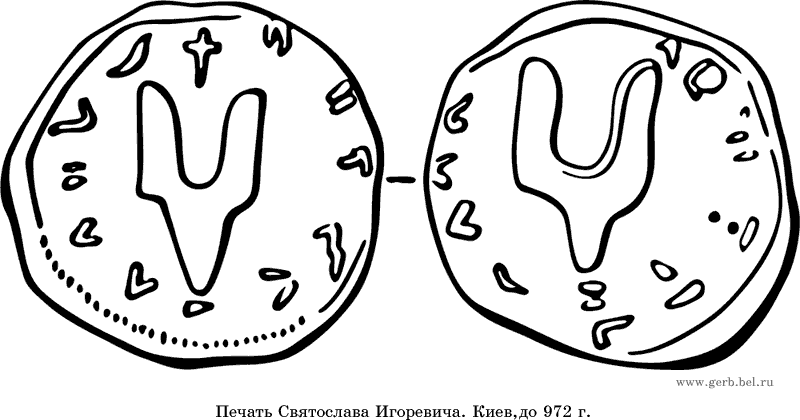
スヴャトスラウ1世の印
スヴャトポルク1世
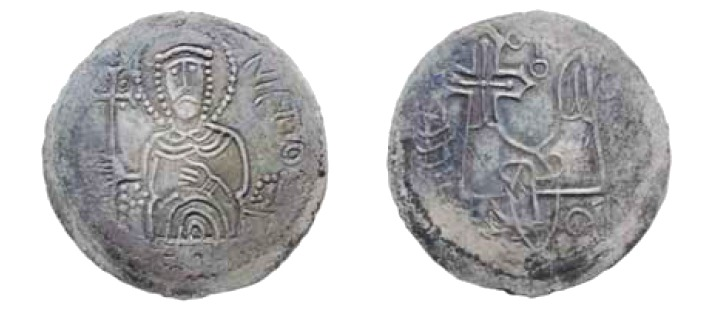
スヴャトポルク1世の銀貨
ヴォロディミル1世
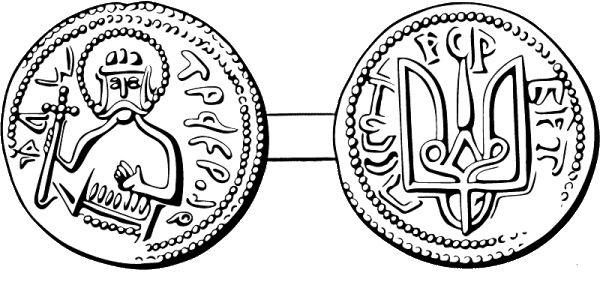
ヴォロディミル1世の銀貨
ヤロスラウ1世
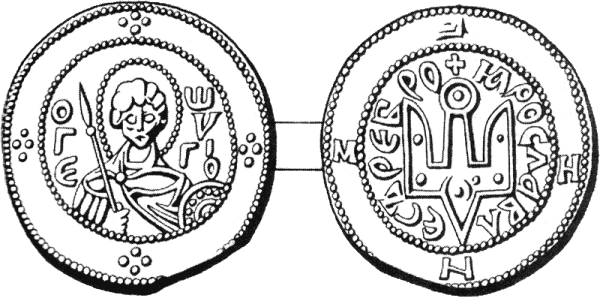
ヤロスラウ1世の銀貨
イジャスラウ1世
フセヴォロド1世
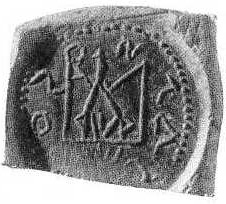
イジャスラウ公の印

### リトアニア大公国

クツツェビッチ家
グリンスキー家
コ゚ノノヴィッチ家
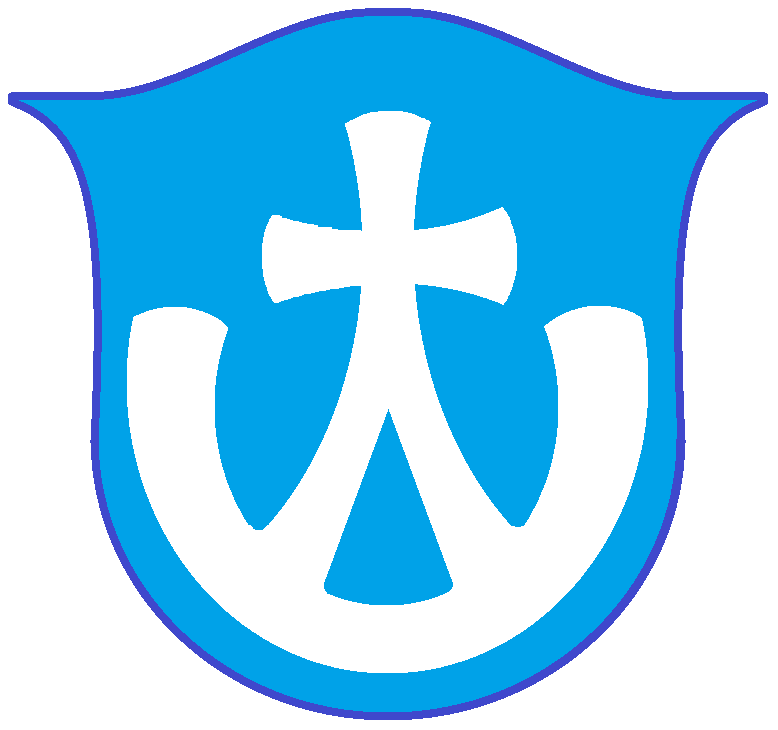
ロズキ家
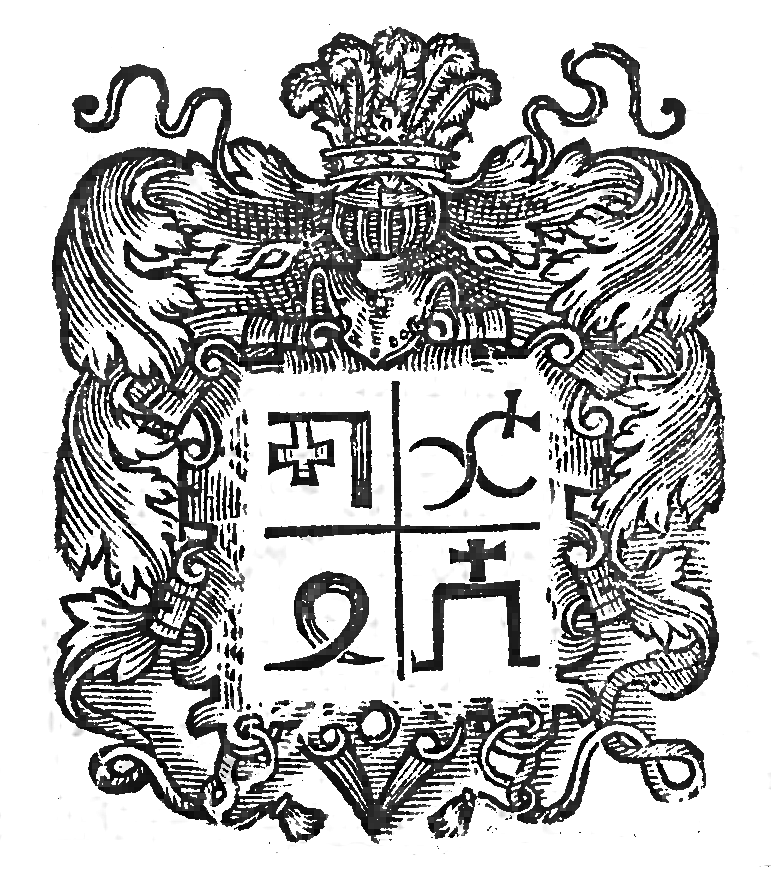
セニュータ家

### ウクライナ

ウクライナ人民共和国
ウクライナ国
ウクライナ民族主義者組織
ウクライナ